# Albuca bruce-bayeri
Albuca bruce-bayeri är en sparrisväxtart som beskrevs av U.Müll.-doblies. Albuca bruce-bayeri ingår i släktet Albuca och familjen sparrisväxter. Inga underarter finns listade i Catalogue of Life.